# Maria Leer
Maria Leer (20 de junio de 1788 - 3 de julio de 1866) fue una profetisa y figura religiosa holandesa, una de las líderes de los Zwijndrechtse nieuwlichters, una comunidad religiosa  protestante holandesa con rasgos comunistas que se oponía a las convenciones sociales.

## Primeros años y educación
Maria Leer nació en 1788 en Edam, hija de Pieter Jansse Leer (originario de Holstein) y Anna Geertruy Gunthers (de Quakenbrück), ambos luteranos alemanes. Fue la quinta de seis hijos, y sus padres murieron cuando era una niña. Se crio en el orfanato para niños pobres en Edam y recibió algo de escolaridad para prepararse para un puesto de empleada doméstica.

## Carrera
Trabajó brevemente como sirvienta en una familia católica, pero perdió su posición por tratar de convertirlos. Más tarde se convirtió en costurera en Ámsterdam, y allí entró en contacto con Stoffel Muller, un capitán de barcaza. En 1816, fundaron Zwijndrechtse nieuwlichters con la ayuda de un bailío de Waddinxveen, Dirk Valk. La comunidad de intercambio de ingresos tenía como objetivo «revivir el comunismo apostólico practicado al principio de la era cristiana».
Con Muller, se comprometió en un «matrimonio espiritual». La religión poseía la propiedad comunal y se negó a aceptar la autoridad del gobierno civil. Aunque Muller era considerado el líder del grupo, no fue nombrado formalmente como tal. El grupo se ganaba la vida haciendo y vendiendo fósforos y por eso se le apodó la «fe de los palos de azufre». Al mismo tiempo, trataron de difundir su credo. Debido a que rechazaban el gobierno civil, frecuentemente se enfrentaban a la resistencia del gobierno local. Alrededor de 1820, esto condujo a una sentencia de prisión para Leer, quien también pasó un año en la prisión de mujeres en el Hospital St. George en Dordrecht.
En 1823, la hermandad se reguló más, y Valk siguió su propio camino después de eso. En 1829, el grupo se estableció en Zwijndrecht, donde compraron un astillero y trataron de realizar sus ideales de una comuna cristiana. Después de la muerte de Muller en 1833, Leer intentó continuar su trabajo. Pero sus opiniones radicales sobre la libertad de matrimonio y la propiedad común fueron compartidas por cada vez menos miembros de la iglesia. En 1843, la comunidad fue abolida y Leer se mudó con su hija Josina a Rotterdam. Después de la muerte de Josina en 1848, Leer encontró refugio con amigos, y ayudó a los enfermos e inválidos con medicina casera. En 1858 se trasladó a Leiden, donde tenía una tienda. A partir de 1860 vivió en Bethlehemhof de Leiden, donde pudo comprar una casa con el producto de la venta de la posesión de la comunidad. Una continua curiosidad intelectual la mantuvo incluso después de que su banquero perdiera su pensión. En esa época conoció a la escritora Louise Sophie Blussé, quien hizo una crónica de las memorias de Leer y las publicó en 1892 con el seudónimo D.N. Anagrapheus. Leer murió en julio de 1866 a la edad de 78 años de cólera en Leiden.